# АЕС Каорсо
АЕС Каорсо (італ. Centrale elettronucleare Caorso) — закрита атомна електростанція в центральній частині Італії. 
АЕС розташована в провінції П'яченца області Емілія-Романья. Будівництво АЕС Каорсо почалося в 1970 році і завершилося в 1978. Єдиний реактор АЕС Каорсо належав до типу киплячих водо-водяних BWR. Його потужність, як і потужність всієї АЕС Каорсо, становила 882 МВт. Каорсо в період своєї роботи була найсучаснішою і найбільшою АЕС Італії. У 1986 році після аварії на Чорнобильській АЕС реактор на станції був тимчасово зупинений. А вже після загальнонаціонального референдуму, спричиненого Чорнобильською катастрофою, атомна електростанція Каорсо була остаточно закрита в 1990 році — останньою з усіх італійських АЕС.
Із закриттям АЕС Каорсо закінчилася історія атомної енергетики Італії. Однак роки роботи атомних електростанцій країни не пройшли безслідно. Значна кількість відпрацьованого ядерного палива продовжувала зберігатися на територіях станцій. У 2011 році уряд Італії уклав договір з відомою французькою компанією Areva. За договором, зокрема, будуть спрямовані 190 тонн відпрацьованого ядерного палива на переробку до Франції з наступним поверненням в Італії до 2025 року.

## Історія

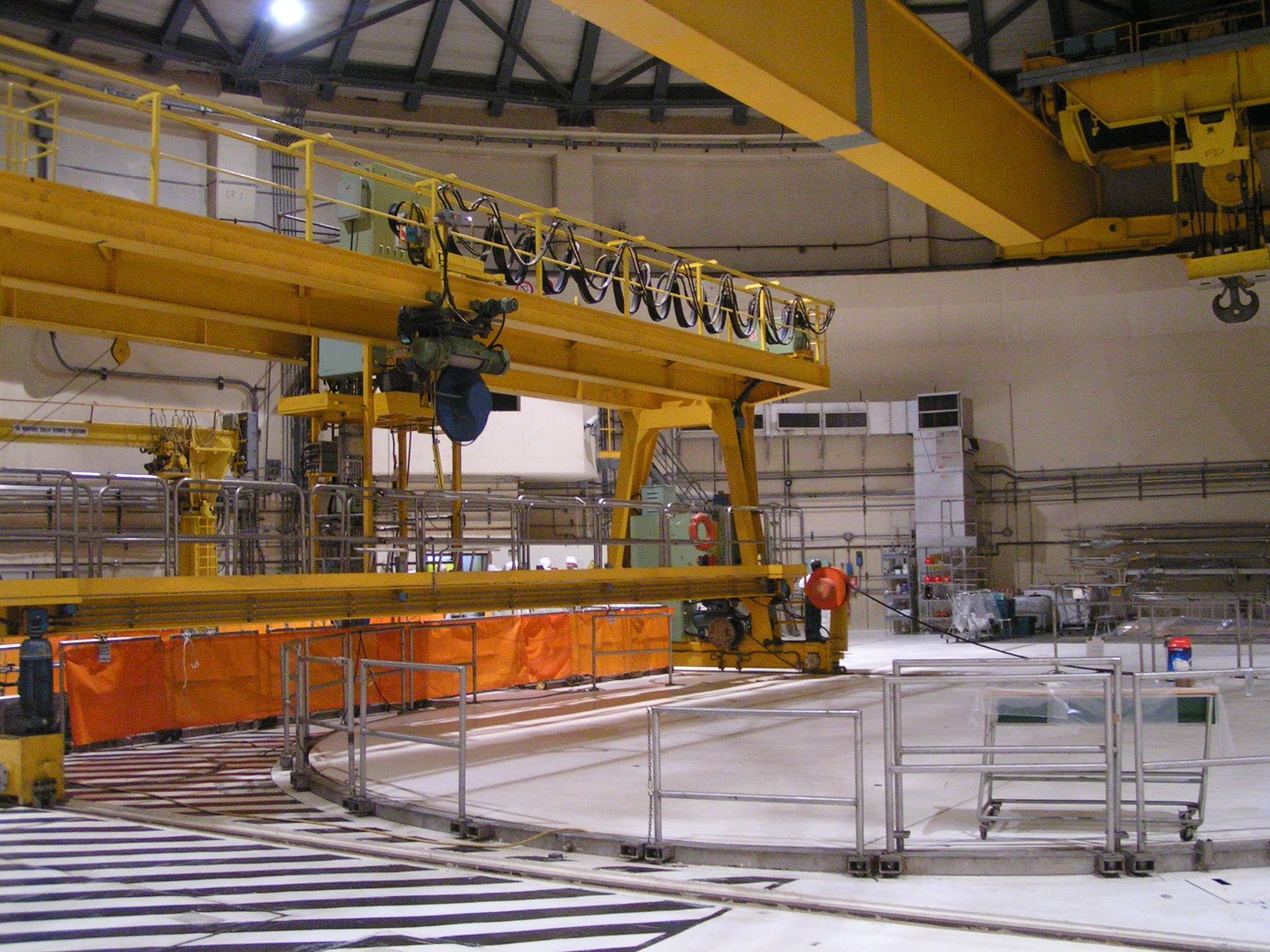
Реактор станції в 2005р

Атомна електростанція була побудована на замовлення Enel між 1 січня 1970 року та 23 травня 1978 року компанією Ansaldo Meccanico Nucleare у співпраці з General Electric за проектом, виконаним самими Enel та Ansaldo Meccanico Nucleare.
31 грудня 1977 року реактор вперше вийшов на критичний стан, а 23 травня 1978 року його вперше підключили паралельно до електромережі. Нарешті завод розпочав комерційну діяльність 1 грудня 1981 року.
25 жовтня 1986 року завод був холодно зупинений для того, щоб забезпечити можливість дозаправлення палива, акція, яка вже проводилася тричі в попередні роки. Згодом, після референдумів, проведених у 1987 році, і наступних змін в італійській енергетичній політиці, станція не була перезапущена і залишалася в стані консервації, в якому всі системи були збережені з метою можливого відновлення виробництва енергії.
У липні 1990 року станція була остаточно закрита після публікації резолюції Cipe, опублікованої 26 липня, яка передбачала остаточне закриття атомних станцій Каорсо і Тріно. Після ухвалення резолюції розпочався демонтаж станції, причому тільки ті компоненти, функціональність яких була необхідна для продовження операцій з виведення з експлуатації, залишалися активними або в стані консервації. Між 1998 і 1999 роками була завершена робота по вивантаженню опроміненого палива з активної зони реактора, яке з цього моменту зберігалося в басейнах, розташованих на рівні перезарядки.

## Інформація по енергоблоках
| Енергоблок | Тип реакторів       | Потужність | Потужність | Початок будівництва | Фізпуск    | Підключення до мережі | Введення в експлуатацію | Закриття   |
| Енергоблок | Тип реакторів       | Чиста      | Брутто     | Початок будівництва | Фізпуск    | Підключення до мережі | Введення в експлуатацію | Закриття   |
| ---------- | ------------------- | ---------- | ---------- | ------------------- | ---------- | --------------------- | ----------------------- | ---------- |
| Каорсо     | BWR, BWR-4 (Mark 2) | 860 МВт    | 882 МВт    | 01.01.1970          | 31.12.1977 | 23.05.1978            | 01.12.1981              | 01.07.1990 |